# Jorge Estuardo (1618-1642)
Jorge Estuardo (Londres, 17 de julio de 1618- Batalla de Edgehill, 23 de octubre de 1642), fue un noble y militar escocés, noveno Señor de Aubigny.

## Biografía
Hijo de Esmé Estuardo, duque de Lennox, y Katherine Clifton, baronesa de Clifton, sucedió como señor de Aubigny-sur-Nère a su hermano Henry, que había muerto sin descendencia. Fue hermano de Jacobo Estuardo, duque de Richmond y Lennox; y del comandante realista Lord Bernard Stewart
Estuardo, su hermano mayor Enrique y su hermano menor Ludovico fueron criados en Aubigny, en Francia, profesando la religión católica, bajo la tutela de su abuela paterna, la duquesa Katherine de Balsac.
Su padre, el duque de Lennox, murió en 1624, y Estuardo se convirtió en pupilo de su primo, el Rey Carlos I de Inglaterra. Heredó el señorío de Aubigny a los 14 años a la muerte de su hermano en 1632. En 1633, fue estudiante del Collège de Navarre, parte de la Universidad de París. En 1636 se mudó a Inglaterra.

### Matrimonio e hijos
Se casó en secreto en 1639 con Lady Katherine Howard, hija de Theophilus Howard, II conde de Suffolk, y Elizabeth Home, con quien tuvo dos hijos: Carlos Estuardo, que recibió el título de duque de Lennox, y Katherine Estuardo, que se convertiría en baronesa de Clifton.
El retrato de Estuardo, realizado por Anthony van Dyck, ahora en la National Portrait Gallery (Galería Nacional de Retratos) en Londres, pudo haber sido pintado en conmemoración de su matrimonio; posee una inscripción en Latín que reza lo siguiente: "Love is stroger than I am" (El amor es más fuerte de lo que soy) lo que puede hacer referencia a sus discutida lealtad. Sus hermanos menores John y Bernardo están retratados en un retrato doble hecho por el mismo Van Dyck, y también están en la National Gallery. También fueron asesinados en la guerra civil.
George Stuart y Katherine Howard tuvieron dos hijos:
- Carlos Estuardo, duque de Richmond y Lennox (1638-1672).
- Katherine Estuardo, baronesa Clifton de Leighton Bromswold (1649-1702); se casó dos veces, primero con Henry O'Brien y luego con sir Joseph Williamson.

## Carrera militar y muerte
Durante la Guerra de los Segadores defendió Ille-sur-Têt en el Condado de Rosellón con 600 hombres, del ataque de Juan de Garay Otañez, que cargó con 5000 hombres de infantería protegidos por la artillería, y al año siguiente, en 1641, participó a su vez en la batalla de Montjuic, que tuvo lugar en la ladera de la montaña de Montjuic de Barcelona.
Cuando la Guerra Civil se cernía sobre Inglaterra, se unió a las fuerzas del rey Carlos en York, dónde fue nombrado caballero el 18 de abril de 1642. Fue herido de muerte en la batalla de Edgehill, en la que murió el 23 de octubre de 1642, a la edad de 24 años[1]. Fue sepultado en Christ Church Cathedral, Oxford. El señorío de Aubigny pasó a manos de su hermano Ludovic.
La viuda de Estuardo se casó luego con James Levingston, conde de Newburgh y tuvo una hija, Elizabeth. Fueron sospechosos de urdir un complot para rescatar al rey Carlos I, al ser descubiertos escapó a las Provincias Unidas de los Países Bajos, dónde Katherine murió en 1650.